# Удружење „Пансеј”
Удружење „Пансеј” је невладино, нестраначко и непрофитно удружење основано на неодређено време ради остваривања циљева у култури, историји, информационим технологијама и цивилном друштву. Налази се у улици Зеленог рузмарина 23 у Панчеву.

## Историјат
Удружење „Пансеј” је основано 19. новембра 2018. године са циљем анимирања грађана Панчева да уче о локалној историји, са циљем промоције туристичких потенцијала Панчева, унапређења знање Панчеваца из историје, информационих технологија, дигитализације, одрживог вида превоза и друго, примењивања информационих технологија у различитим областима и на пројектима значајне за Панчевце, промовисања предности дигитализације у 21. веку и очувања ауторских права на Интернету.
Области остваривања циљева Удружења су култура, историја, традиција, образовање, туризам, наука, цивилно друштво, омладински сектор, информационе технологије, дигитализација, развој дигиталног друштва, одржива мобилност, информисање, заштита животне средине и социјална политика. Активности Удружења у остваривању наведених циљева су следећа:
- истраживање и откривање до сада непознатих или мало познатих делове културе, историје, традиције и осталих области,
- прикупљање и обрађивање научне, стручне и остале литературе у области деловања,
- објављивање књига и других публикација,
- дигитализација фотографија, књига, штампаних материјала и друго,
- пројекти – самостално или у заједници са другим организацијама,
- учествовање на семинарима и сличним догађајима у земљи и иностранству,
- организовање стручних скупова, изложби, саветовања, семинара, предавања, радионица, манифестација и друго – самостално или у заједници са другим организацијама,
- организање различитих друштвених окупљања невладиних организација,
- подржавање развоја цивилног друштва умрежавањем, заговарањем и подизањем свести грађана о њиховом учешћу у одлучивању,
- организовање путовања ради упознавања историјског, културног и етнолошког наслеђа народа из целе Србије,
- истраживање јавног мњења,
- производња сувенира са обележјима места,
- организовање такмичења и сличних активности,
- организовање волонтерских и хуманитарних акција,
- додељиње награда и признања,
- обележавање значајних локалних, националних и међународних празника одређеним активностима,
- сарађивање са другим организацијама и удружењима у земљи и иностранству,
- организовање других активности на предлог чланова Удружења.

## Логотип Удружења
Логотип Удружења инспирисан је историјом Панчева и сиболима града, направљен у облику штита. Састоји се из три целине и више симболичних елемената.
Прва целина представља реке у чијој непосредној близини је смештено Панчево – Тамиш и Дунав. Бело поље симболизује панчевачко речно острво, једно од неколико њих који су смештени на току Дунава. У горњем десном црвеном пољу налазе се три стабла дрвета – два са зеленом и једно са жутом бојом лишћа. Она симболизују панчевачку градску шуму смештену на десној обали Тамиша, као и три области у оквиру Војводине – Срем, Бачку и Банат. Стабло са жутом бојом представља Банат.
У истом пољу се налази и један од светионика „близанаца” који од 1909. године се налази на ушћу Тамиша у Дунав. У горњем левом црвеном пољу налази се други светионик „близанац” и музички павиљон из Народне барште, који је један од важнијих симбола Панчева. Два горња поља повезује тамишки мост који симболизује симбол спајања, стварања веза, блискости и повезивања прошлости и садашњости и садашњости и будућности.

## Пројекти
Пројекти и активности Удружења „Пансеј”:
- Акција прикупљања фотографија „Одавање почасти погинулима у Новом Саду” – започета јануара 2025. године[7]
- Пројекат „Улице Ковачице” – започет 2023. године
- Пројекат „Улице Србије” – започет 2022. године
- Пројекат „Улице Ковина” – започет 2022. године[8]
- Радионица „Python и електроника” – октобар 2022. године[9]
- Радионица „Први Вордпрес сајт” – октобар 2021. године[10]
- Акција прикупљања фотографија „Графити и мурали” – јул 2021. године[11]
- Акција прикупљања фотографија „Поглед кроз прозор” – октобар и новембар 2020. године
- Радионица „Увод у Ардуино” – октобар 2020. године[12]
- Курс програмирања у Пајтону – од марта до маја 2020. године[13]
- Акција прикупљања фотографија „Панчево у доба Короне” – започета марта 2020. године[14]
- Пројекат „Паметно Панчево” – започет 2020. године[15]
- Виртуелна изложба „110. рођендан светионика” – децембар 2019. године[16]
- Акција прикупљања фотографија „110. рођендан светионика” – октобар и новембар 2019. године[17]
- Акција прикупљања фотографија „Карневал Панчево” – мај и јун 2019. године
- Анкетирање средњошколаца о историји Панчева – од марта до маја 2019. године
- Акција прикупљања фотографија „Бело Панчево” – децембар 2018. године[18]
- Пројекат „Улице Панчева” – започет 2018. године[19]